# Novilunio
Il novilunio (o Luna nuova) è la fase della Luna in cui il suo emisfero visibile risulta completamente in ombra. Come segnala il nome stesso, anticamente il novilunio era il giorno in cui compariva di nuovo la luna. Tale giorno è spesso utilizzato come primo giorno del mese nei calendari lunari.
La Luna nuova avviene quando nel corso della sua orbita il nostro satellite è in congiunzione col Sole, cioè si frappone tra la Terra e il Sole. Durante la fase di Luna nuova, non è possibile vedere la Luna in quanto essa si trova in cielo di giorno a poca distanza apparente dal Sole.
Se il novilunio si verifica quando la Luna si trova in un nodo della sua orbita, cioè sta attraversando il piano eclittico, la Luna risulta allineata perfettamente con la Terra e il Sole e perciò provoca il fenomeno delle eclissi di Sole.